# 餓狼伝説 -THE MOTION PICTURE-
『餓狼伝説 -THE MOTION PICTURE-』（がろうでんせつ ザ モーション ピクチャー）は、1994年7月16日に公開されたアニメーション映画。配給は松竹、監督は大張正己、声の主演は錦織一清。

## 概要
本作は1992年・1993年にフジテレビで放送されたテレビスペシャル『バトルファイターズ 餓狼伝説』シリーズ前2作と異なり、それらでキャラクターデザイン・総作画監督を務めた大張正己が監督も務める制作体制のもと、完全オリジナルストーリーで展開された。
1994年4月10日、東京銀座の松竹セントラルIで「集れ、全国の餓狼たちよ！」と銘打たれた『餓狼伝説』の映画化イベントが開催された。会場には報道陣の他、全国から抽選で選ばれた1200人が参加した。予告編上映会の後、声の出演者と大張正己が本作への思い入れを語るトークセッションが行われた。また、劇場のスクリーンを使用して、出演者も参加する対戦ゲーム大会が行われた。
シリーズ前2作と同様、テリー・ボガードの基本的な通常技には原作ゲームのようなマーシャルアーツではなく、伝統的な空手の型を採用している。例を挙げると、物語冒頭のネオジオランドではテリーがスーリアを追ってきたラオコーンの手下を一蹴しているが、このときのテリーは空手の構えで首の急所へ逆背刀打ちを放って仕留めるなど、空手の型を分解したような描写にされていた。
シリーズ第1作でテリーに敗北して死亡したと思われていたギース・ハワードが辛くも生存して修業に励むなど、続編を匂わせる描写も盛り込まれている。大張が2022年に自身のTwitterにて明かしたところによれば、本作の制作中にシリーズ第3作の制作が決定しており、ギースの出番を急遽追加したもののさまざまな理由で実現できなかったため、本作は事実上シリーズの最終作品となった。

## 評価
本作の監督を務めた大張正己は、「本当に好きにやらせて頂いて、丸ごとスタッフにおんぶ抱っこの状態だった」と語り、自身が代表を務めるスタジオG-1NEOのスタッフに助けられたと感謝の言葉を述べている。また制作を通し、「自分には人に優しい、描き易い設定は描けないと気付かされた」として、自らの手癖を周囲から教えてもらった作品との評価を下している。

## ストーリー
全ての格闘技の開祖とも言うべきゴーダマス一族の「マルスの闘衣」と呼ばれる謎の鎧と、その一族の子孫であるラオコーン、テリーに助けを求めてきた彼の妹であるスーリアを巡り、テリーたちの新たなる戦いが幕を開ける。
"幻の闘衣"とは、着た者を戦闘の神マルスに変貌させる力を持つ。現在6つの闘衣に分かれ、世界各地に散らばっている。その6つの闘衣すべてを集めようとする集団がいた。テリーはスーリアから「6つの闘衣の集結を阻止してほしい」と懇願される。

## 登場キャラクター
テリーをはじめ前2作から引き続き登場する者については、#キャストの各リンク先を参照。ここでは本作のみに登場するオリジナルキャラクターについて記述する。
スーリア・ゴーダマス
17歳。ゴーダマス一族の末裔で、ラオコーンの双子の妹。兄とは気持ちを通い合わせたり、兄の傷が自分にもついたり（その逆もしかり）と、不思議な力を持ち合わせていた。ゴーダマス家の紋章がついたペンダントを着けている。
ある日、兄の心がマルスの闘衣の怨念によって支配されつつあることを感じ、テリーに助けを求める。傷を癒す能力があり、全身に重傷を負ったテリーに寄り添って傷を治したことがある。テリーに恋心を抱いており、メタルラオコーンとの最終決戦時に自らの胸を尖った岩辺で突き刺して、メタルラオコーンの隙を作った。テリーの渾身の力によるバーンナックルがメタルラオコーンの闘衣を破壊するが、そのフィードバックダメージに身体が耐え切れず絶命した。
ラオコーン・ゴーダマス
20歳。ゴーダマス一族の末裔。父は考古学者だったが「マルスの闘衣」を発掘した後に仲間に裏切られ殺害される。その仇を討とうとして逆に殺されかけるが「力が欲しい」と願った直後、闘衣を身に纏って犯人を倒す。以来、闘衣の怨念に支配されて、残りの闘衣を探すようになる。必殺技はダーク・ブリッツボールとダーク・カイザーウェーブ（ただし、これらの名称は劇中には登場せず、パンフレットによって補足されている）。全ての闘衣を身に纏ってメタルラオコーンに変身する。闘衣をスーパーバーンナックル（劇中でテリーは「バーンナックル!」と叫んでいた）で破壊されて正気を取り戻し、ゴーダマス精神体に操られたことにショックを受け、打ちひしがれながらも、ゴーダマス精神体からアンディと舞を庇ってスーリアの名前を叫びながら炎の中へと消えていった。
公式ガイドブックによると「マルスの闘衣を纏った彼は世界に存在するあらゆる必殺技（八極聖拳奥義・旋風拳など）を使える」と注釈されていたが、劇中ではヴォルフガング・クラウザーの技（ブリッツボールやカイザーウェーブなど）のみを使用した。
ジャミン
炎と力を司るゴーダマス三結集（資料によると3人衆の表記もあり）の1人。スーリアに密かな思いを持つ。必殺技はバーンナックルに良く似た「ブーストナックル」やパワーウェイブによく似た「アースウェイブ」など。
他の三結集と比べると炎の技はあまり使わなかった。テリーいわく「パワーはクラウザーと同等かそれ以上」。
最後はバーンナックルとブーストナックルの打ち合いをわざと引き、スーリアとラオコーンの運命をテリーに託した。
パーニー
ゴーダマス三結集の1人。紫のショートカットの髪形をした豊満な肢体の女性。ラオコーンのそばに仕え、影となり動いている。戦闘時は片側だけハイレグの、露出度の高い赤い服を着るほか、左頬に青いペイントを入れる。
水を操る能力を持ち、戦闘ではその能力と素早い動きを活かした格闘術を使うほか、武器として鉤爪も使う。
唯一ラオコーンの言葉を信じて従っており、彼に密かに思いを寄せている。実力はかなりのものでローレンス・ブラッドを葬り去った。しかし、最後は不知火舞に不意打ちをされ、超必殺忍蜂によって敗れる。
三結集のリーダー的存在であり、実力はハワーより上らしい。
ハワー
風を操るゴーダマス三結集の1人。
勝つためならば手段を選ばない非情な男。実力はかなり高いが、戦いを楽しんでいることや卑怯な手口を使うことでジャミンとは対立関係にある。ナルシストで自分の美しさをあえて隠すために普段は仮面を付けている。
舞を弄んだことでアンディと対立する。1度目は舞を人質に取り圧倒するも、2度目の対戦では自慢の顔をつぶされ、あっさりと敗れた。
必殺技は指先から強力な真空波を放つ「超真空斬」。
真のマルス（ゴーダマスの怨念による精神体）
闘衣の力により無敵の存在だったが、どこからか現れた4人の戦士たちによって身体を炎に包まれて倒されたとされるゴーダマスの怨念が実体化したもの。マルスの闘衣に怨念として意思を残し、偶然装着してしまったラオコーンに残りの闘衣を集めさせ、復活を目論んでいた。見た目は炎の巨人で身長は約10m〜15m。口から熱線を吐く。なお、スーリアを失って悲しみにくれるテリーの拳から放たれた光により倒されているが、公式ガイドブックの記述により、この光の正体がパワーゲイザーであることが判明した。

## スタッフ
- 製作：八木ヶ谷昭次、堀口寿一、西山隆志、中村恒男
- 企画：清水賢治、片岡義朗
- 監督：大張正己
- 脚本：山田隆司
- 音楽：佐橋俊彦
- 音響監督：三間雅文
- 制作協力：スタジオコメット
- 制作：日本アドシステムズ
- 製作：松竹、フジテレビ、SNK、旭通信社

## 主題歌
エンディングテーマ「夜明けのレジェンド」
作詞：亜伊林 / 作曲：清岡千穂 / 編曲：井上日徳 / 歌：錦織一清

## キャスト
- テリー・ボガード：錦織一清
- アンディ・ボガード：難波圭一
- ジョー東：檜山修之
- 不知火舞：三石琴乃
- ラオコーン・ゴーダマス：三木眞一郎
- スーリア・ゴーダマス：桜井智
- ハワー：速水奨
- パーニー：井上瑤
- キム・カッファン：中村大樹
- ビッグ・ベア：江川央生
- リチャード・マイヤ：佐藤正治
- ビリー・カーン：西村智博
- ローレンス・ブラッド：戸谷公次
- ホア・ジャイ：長島雄一
- ダック・キング：三ツ矢雄二
- チン・シンザン：茶風林
- 市長：沢木郁也
- 山田十平衛：八奈見乗児
- リリィ・マクガイヤー：井上喜久子
- JOEガール：萩森侚子
- キム・ミョンサク：新山志保
- キム・ドンファン：藤野かほる
- 作業員A：佐藤浩之
- 作業員B：太田真一郎
- 作業員C：石川英郎
- ギース・ハワード：柴田秀勝
- ジャミン：内海賢二
- 千葉麗子ちゃん：千葉麗子

## 映像ソフト
- VHS / LD（ポニーキャニオン発売）※絶版
- DVD（マーベラスエンターテイメント（現マーベラス）発売）※絶版

マーベラスより発売の日本国内版DVDは一部シーンで光過敏性発作対策が施されている。また、2014年にDiscotek Mediaより発売された北米正規版DVDは光過敏性発作対策を施さない劇場公開オリジナル版を収録。レターボックス収録の国内版とは異なりスクイーズ収録のニューマスターになっている。2017年に同社より北米正規版Blu-rayが発売。1080pによるHDマスター素材では初のソフト化。ニューマスター仕様のDVD/BDは2020年時点で共に日本国内未発売。